# Salto Krysiuk
El Salto Krysiuk es un atractivo turístico ubicado en la localidad de Guaraní, en el departamento misionero de Oberá.
Página oficial del Salto Krysiuk: Descripción, fotos y precios actualizados.
https://saltokrysiuk.jimdo.com